# Championnats d'Europe de dressage et de saut d'obstacles 2019
Navigation
Édition précédente Édition suivante
Les championnats d'Europe de dressage et de saut d'obstacles 2019 sont la trente et unième édition des championnats d'Europe de dressage et la trente-cinquième édition des championnats d'Europe de saut d'obstacles. Ils ont eu lieu du 19 au 25 août 2019 à Rotterdam, aux Pays-Bas.

## Médaillés

### Dressage
| Épreuve                               | Or | Argent | Bronze |
| ------------------------------------- | --- | --- | --- |
| Individuel - Grand Prix Spécial       | Isabell Werth sur Bella Rose (GER) | Dorothee Schneider sur Showtime FRH (GER) | Cathrine Dufour sur Atterupgaards Cassidy (DEN) |
| Individuel - Reprise libre en musique | Isabell Werth sur Bella Rose (GER) | Dorothee Schneider sur Showtime FRH (GER) | Jessica von Bredow-Werndl sur TSF Dalera BB (GER) |
| Équipe                                | Allemagne Jessica von Bredow-Werndl sur TSF Dalera BB Dorothee Schneider sur Showtime FRH Sönke Rothenberger sur Cosmo Isabell Werth sur Bella Rose | Pays-Bas Anne Meulendijks sur MDH Avanti Hans Peter Minderhoud sur Glock's Dream Boy Emmelie Scholtens sur Desperado Edward Gal sur Glock's Zonik | Suède Antonia Ramel sur Brother de Jeu Therese Nilshagen sur 'Dante Weltino Old Juliette Ramel sur Buriel K.H. Patrik Kittel sur Well Done de la Roche CMF |

### Saut d'obstacles
| Épreuve    | Or | Argent | Bronze |
| ---------- | --- | --- | --- |
| Individuel | Martin Fuchs sur Clooney 51 (SUI)                                                                                             | Ben Maher sur Explosion W (GBR) | Jos Verlooy sur Igor (BEL) |
| Équipe     | Belgique Pieter Devos sur Claire Z Jos Verlooy sur Igor Jérôme Guéry sur Quel Homme de Hus Gregory Wathelet sur MJT Nevados S | Allemagne Simone Blum sur DSP Alice Christian Ahlmann sur Clintrexo Z Marcus Ehning sur Comme Il Faut Daniel Deusser sur Scuderia 1918 Tobago Z | Grande-Bretagne Ben Maher sur Explosion W Holly Smith sur Hearts Destiny Amanda Derbyshire on Luibanta BH Scott Brash sur Hello M'Lady |